# Appetit og Kærlighed
Appetit og Kærlighed er en stumfilm fra 1915 instrueret af A.W. Sandberg efter manuskript af William Soelberg.